# Jagdeinrichtung
Jagdeinrichtungen sind meist vom Jäger im Jagdrevier geschaffene Einrichtungen zur Verbesserung von Hege und Jagd. Dazu gehören beispielsweise Jagdhütten, Ansitzeinrichtungen, Fallen, Tränken, Fütterungen, Suhlen und Wildäsungsflächen.

## Verbreitung und Gestaltung
Jagdeinrichtungen sind international verbreitet. Die Gestaltung ist recht unterschiedlich und jeweils dem Umfeld angepasst. Beispielsweise werden in Namibia größere Jagdfarmen betrieben, in Deutschland werden dagegen oft kleine Stände als Ansitzeinrichtung genutzt. Jagdhütten in Revieren sind in Deutschland eher selten und meist nur mit Ausnahmegenehmigungen zu erhalten.

## Recht

### Deutschland

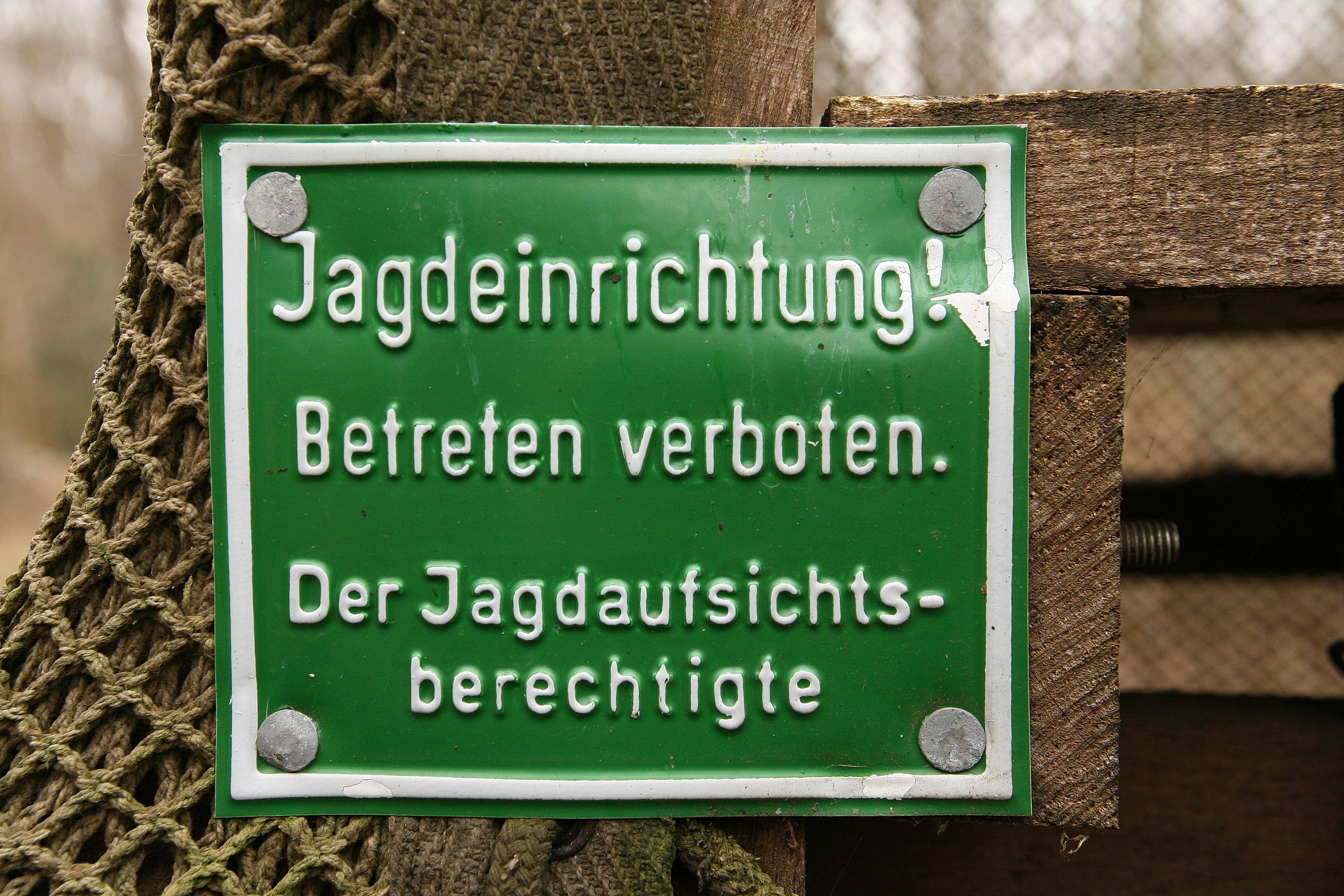
Warnhinweis vor unbefugter Nutzung an einem Hochsitz

Jagdeinrichtungen sind im deutschen Jagdrecht grundsätzlich vom Jagdausübungsberechtigtem in Einwilligung mit dem jeweiligen Grundeigentümer abzusprechen. Im Zweifel kann die Jagdbehörde bestimmen. Bei Auseinandersetzungen entscheidet der Rechtsweg. Auf Brachland oder bei geringer Beeinträchtigung des Eigentümers muss keine Einwilligung erfolgen. Zur technischen Erstellung sind die Vorgaben der landwirtschaftlichen Berufsgenossenschaft einzuhalten. Das unbefugte Nutzen der Jagdeinrichtungen stellt eine Ordnungswidrigkeit dar. Bei Wechsel des Pächters werden die Jagdeinrichtungen an den Nachfolger veräußert oder sie sind innerhalb eines halben Jahres zu entfernen.